# Kurt Simberg
Kurt Eduard Simberg (né le 30 janvier 1913 à Helsinki – mort le 17 mai 1984 à Helsinki) est un architecte finlandais.

## Ouvrages
- Immeuble d'habitation, Ehrensvärdintie 8, Helsinki, 1950
- Immeuble Hanken, Runeberginkatu 10, Helsinki, 1951-1953
- Immeuble d'habitation, Haahkatie 2-4, Helsinki, 1953
- Caisse d'épargne d’Helsinki (fi), Mannerheimintie 14, Helsinki, 1955-1961
- Immeuble de la fondation Sigrid Jusélius (fi) (Immeuble Kuusinen), Aleksanterinkatu 48, Helsinki, 1957
- Usine de tabac du Groupe Rettig (fi), Turku, 1960
- Immeuble Société Wulff (fi), Mannerheimintie 4, Helsinki, 1960-1965
- Mikumi Oy, Mannerheimintie 4, Helsinki, 1965
- Immeuble de bureaux, Koskikatu 1, Joensuu, 1965-1966
- Immeuble commercial, Ruoholahdenkatu 14, Helsinki, 1966
- Immeuble de bureaux d'Yleisradio, Kesäkatu 2, Helsinki, 1967–1968
- Radiotalo (fi), Radiokatu 5, Helsinki, 1978
- Usine de céramique de Wärtsilä, Tammisaari
- Immeuble Stockmann, Pitäjänmäki
- Siège de Aga Oy, Espoo
- Immeuble de bureaux, Rovaniemi

## Galerie

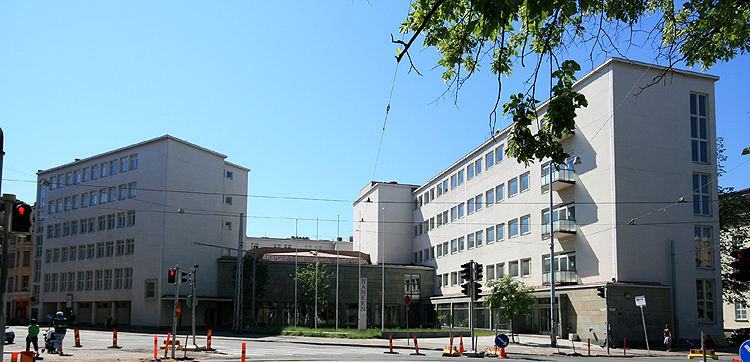
Immeuble Hanken, Runeberginkatu 10, Etu-Töölö.
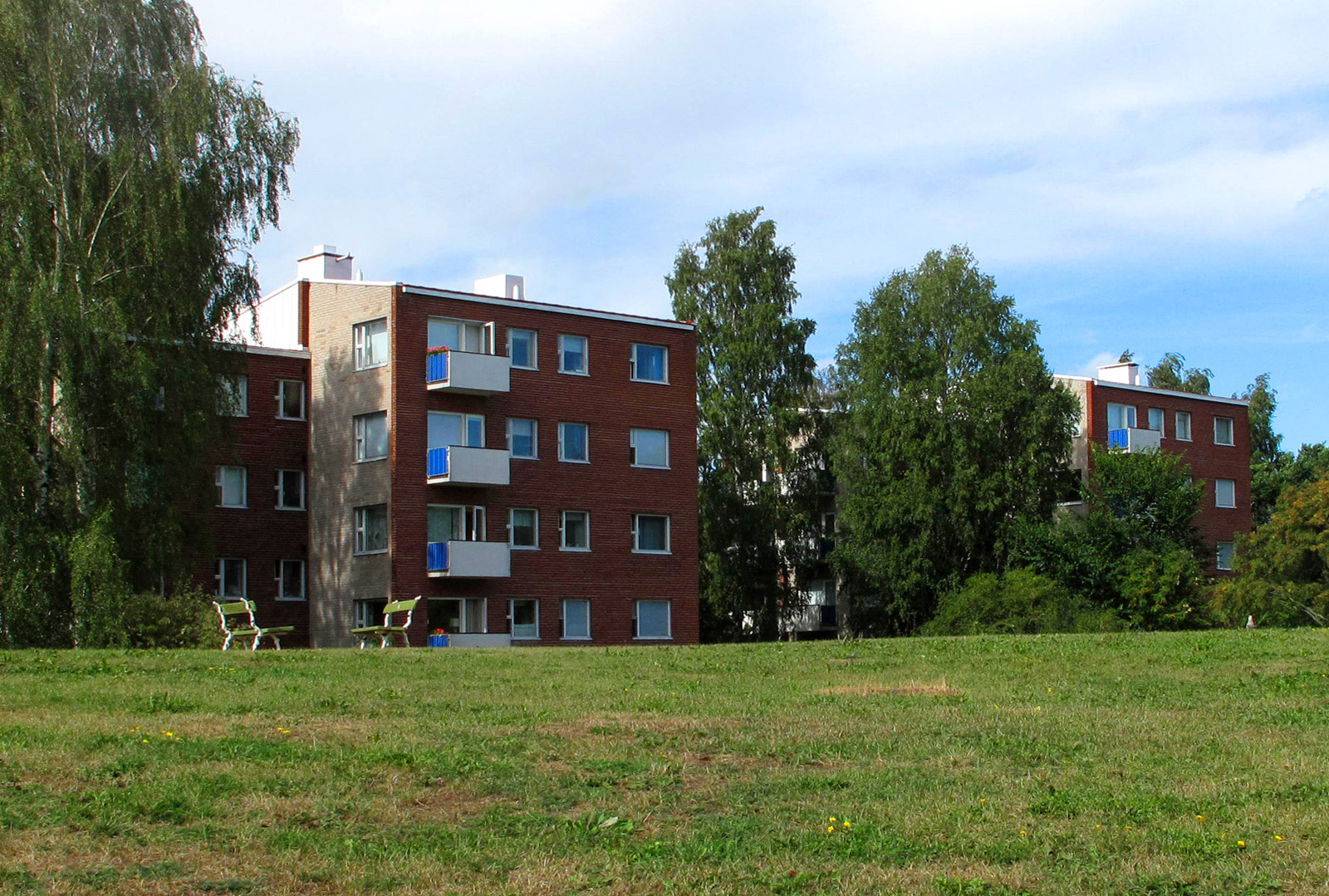
Immeuble d'habitation, Haahkatie 2-4. Lauttasaari.
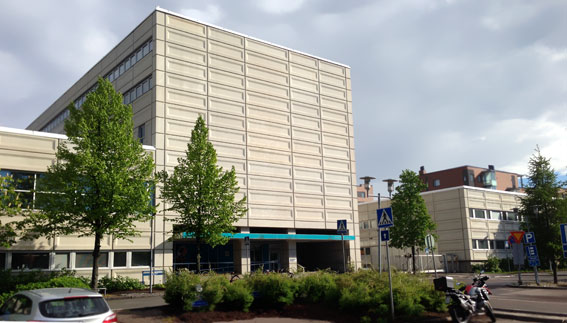
Radiotalo, Radiokatu 5, Pasila.